# Gabriel Lamé
Père de Gabriel Léon Jean Baptiste Lamé (22 de julio de 1795 - 1 de mayo de 1870) fue un matemático francés, que contribuyó al desarrollo de la teoría de las ecuaciones en derivadas parciales mediante el uso de coordenadas curvilíneas, y a sentar las bases de la teoría matemática de la elasticidad.

## Biografía
Lamé nació en Tours, en lo que hoy en día es el département de Indre-et-Loire.
Después de estudiar en el liceo Louis-le-Grand de París, ingresó en la Escuela Politécnica y luego en la Escuela de Minas de París (1818-1820). Compañero de estudios y amigo de Émile Clapeyron, fue destacado con él a San Petersburgo en 1820 para formar a los estudiantes del Instituto y Cuerpo de Ingeniería de Comunicaciones, creado en 1809 y dirigido por el español Agustín de Betancourt. Enseñaron cálculo infinitesimal, mecánica racional, física, mecánica aplicada, física aplicada y el arte de la construcción durante once años. El gobierno también confió a los dos jóvenes franceses el diseño de puentes colgantes, lo que, junto con su trabajo sobre la estabilidad de las bóvedas, llevó a Lamé a estudiar la elasticidad.
Fue muy conocido por su teoría general de las coordenadas curvilíneas y su estudio de curvas de tipo elipsoidal, hoy conocidas como curvas de Lamé, definidas por la ecuación:

{\displaystyle \left|\,{x \over a}\,\right|^{r}+\left|\,{y \over b}\,\right|^{r}=1}

donde r es un número real positivo cualquiera.
También es conocido por su análisis del tiempo polinómico del algoritmo de Euclides. Usando los números de Fibonacci, demostró que cuando se encuentra el máximo común divisor de los enteros a y b, el algoritmo corre en no más de 5k pasos, donde k es el número de dígitos (en base diez) de b. También demostró un caso especial del último teorema de Fermat. Lamé desarrolló una demostración completa para el teorema, pero esta contenía un fallo fundamental. Las funciones de Lamé son parte de la teoría de armónicos elipsoidales.
Lamé trabajó en una amplia variedad de temas diferentes. Los problemas comunes en las tareas de ingeniería que abordó le condujeron al estudio de cuestiones matemáticas. Por ejemplo, su trabajo en la estabilidad de bóvedas y en el diseño de puentes suspendidos le llevó a trabajar en la teoría de la elasticidad. De hecho, esto no fue un interés pasajero, ya que realizó contribuciones sustanciales en este tema. Otro ejemplo es su trabajo en la conducción del calor, del que dedujo la teoría de las coordenadas curvilíneas. Su contribución más significativa a la ingeniería fue el definir de manera precisa las tensiones y la capacidad mecánica de las uniones a compresión mediante pasadores (como los roblones), habituales por entonces en todo tipo de construcciones metálicas.
Las coordenadas curvilíneas demostraron ser una herramienta muy poderosa en manos de Lamé, que las usó para transformar la ecuación de Laplace a coordenadas elipsoidales y así separar las variables y resolver la ecuación resultante. La notación general cartesiana de la forma de la superelipse viene de Gabriel Lamé, quién generalizó la ecuación de la elipse.
En 1854, fue elegido como miembro extranjero de la Real Academia Sueca de Ciencias. Lamé murió en París en 1870.

## Reconocimientos
- Su nombre es uno de los 72 que están grabados en la Torre Eiffel.
- El cráter lunar Lamé lleva este nombre en su memoria.[4]

## Lecturas relacionadas
- J. Allard. Notes on squares and cubes. In: Mathematical Magazine 37/1964: 210-214
- N. T. Gridgeman. Lamé Ovals. In: The Mathematical Gazette. 54/1970: 31-37